# Acasilus tigrimontis
Acasilus tigrimontis är en tvåvingeart som beskrevs av Jason Gilbert Hayden Londt 2005. Acasilus tigrimontis ingår i släktet Acasilus och familjen rovflugor. Inga underarter finns listade i Catalogue of Life.